# Globo d'oro alla miglior sceneggiatura
Il Globo d'oro alla miglior sceneggiatura è un premio assegnato ogni anno alla miglior sceneggiatura italiana.

## Albo d'oro
I vincitori sono indicati in grassetto. 

### Anni 1980
- 1989: Maurizio Nichetti e Mauro Monti - Ladri di saponette

### Anni 1990
- 1990: Gianni Amelio, Vincenzo Cerami e Alessandro Sermoneta - Porte aperte
- 1991: Maurizio Nichetti e Guido Manuli - Volere volare
- 1992: Emidio Greco e Andrea Barbato - Una storia semplice
- 1993: Maurizio Nichetti - Stefano Quantestorie
- 1994: Alessandro Di Robilant, Ugo Pirro e Andrea Purgatori - Il giudice ragazzino
- 1995: Daniele Luchetti - La scuola
- 1996: Carlo Lizzani, Ugo Pirro e Furio Scarpelli - Celluloide
- 1997: Roberto Faenza, Francesco Marcucci e Sandro Petraglia - Marianna Ucrìa
- 1998: Roberto Benigni e Vincenzo Cerami - La vita è bella
- 1999: Giuseppe Tornatore - La leggenda del pianista sull'oceano

### Anni 2000
- 2000: Marco Bechis - Garage Olimpo
- 2001: Linda Ferri, Heidrun Schleef e Nanni Moretti - La stanza del figlio
- 2002: Cristina Comencini e Lucilla Schiaffino - Il più bel giorno della mia vita
- 2003: Ferzan Özpetek e Gianni Romoli - La finestra di fronte
- 2004: Sandro Petraglia e Stefano Rulli - La meglio gioventù
- 2005: Paolo Sorrentino - Le conseguenze dell'amore
- 2006: Roberto Faenza - I giorni dell'abbandono
- 2007: Ferzan Özpetek e Gianni Romoli - Saturno contro
- 2008: Sandro Petraglia - La ragazza del lago
- 2009: Paolo Sorrentino - Il divo

### Anni 2010
- 2010[1]
  - Ferzan Özpetek e Ivan Cotroneo - Mine vaganti
  - Doriana Leondeff, Angelo Carbone e Silvio Soldini - Cosa voglio di più
  - Giuseppe Tornatore - Baarìa

- 2011[2]
  - Emidio Greco - Notizie degli scavi
  - Giancarlo De Cataldo e Mario Martone - Noi credevamo
  - Saverio Costanzo - La solitudine dei numeri primi

- 2012[3]
  - Roberto Faenza e Dahilia Heyman - Un giorno questo dolore ti sarà utile
  - Andrea Purgatori - L'industriale
  - Marco Tullio Giordana, Sandro Petraglia e Stefano Rulli - Romanzo di una strage

- 2013[4]
  - Giorgia Farina e Fabio Bonifacci - Amiche da morire
  - Ivano De Matteo - Gli equilibristi
  - Niccolò Ammaniti, Umberto Contarello, Francesca Marciano e Bernardo Bertolucci - Io e te
  - Leonardo Marini, Toni Trupia e Michele Placido - Itaker - Vietato agli italiani
  - Roberto Andò e Angelo Pasquini - Viva la libertà

- 2014[5]
  - Michele Astori, Pif e Marco Martani - La mafia uccide solo d'estate
  - Paolo Virzì, Francesco Bruni e Francesco Piccolo - Il capitale umano
  - Mirko Locatelli e Giuditta Tarantelli - I corpi estranei
  - Matteo Oleotto, Daniela Gambaro Marco Pettenello e Pier Paolo Piciarelli - Zoran - Il mio nipote scemo
  - Licia Eminenti, Emma Dante e Giorgio Vasta - Via Castellana Bandiera

- 2015[6]
  - Matteo Garrone, Edoardo Albinati, Ugo Chiti e Massimo Gaudioso - Il racconto dei racconti
  - Francesco Munzi, Fabrizio Ruggirello e Maurizio Braucci - Anime nere
  - Mario Martone e Ippolita DI Majo - Il giovane favoloso
  - Paolo Sorrentino - Youth - La giovinezza
  - Nanni Moretti, Francesco Piccolo e Valia Santelli - Mia madre

- 2016[7]
  - Ivan Cotroneo e Monica Rametta - Un bacio
  - Claudio Cupellini, Filippo Gravino e Guido Iuculano - Alaska
  - Carlo Lavagna, Carlo Salsa e Chiara Barzini - Arianna
  - David Grieco e Guido Bulla - La macchinazione
  - Paolo Genovese, Filippo Bologna, Paolo Costella, Paola Mammini e Rolando Ravello - Perfetti sconosciuti

- 2017[8]
  - Paolo Virzì e Francesca Archibugi - La pazza gioia
  - Marco Bellocchio, Edoardo Albinati e Valia Santella - Fai bei sogni
  - Marco Danieli e Antonio Manca - La ragazza del mondo
  - Gianni Amelio e Alberto Taraglio - La tenerezza
  - Matteo Rovere, Francesca Manieri e Filippo Gravino - Veloce come il vento

- 2018[9]
  - Donato Carrisi - La ragazza nella nebbia
  - Stephen Amidon, Francesca Archibugi, Francesco Piccolo e Paolo Virzì - Ella & John - The Leisure Seeker
  - Antonio Padovan, Fulvio Ervas e Marco Pettenello - Finché c'è prosecco c'è speranza
  - Fabio Grassadonia e Antonio Piazza - Sicilian Ghost Story
  - Paolo Genovese e Isabella Aguilar - The Place

- 2019[10]
  - Alessio Cremonini e Lisa Nur Sultan - Sulla mia pelle
  - Marco Bellocchio, Valia Santella, Ludovica Rampoldi e Francesco Piccolo - Il traditore
  - Alice Rohrwacher - Lazzaro felice

### Anni 2020
- 2020[11]
  - Damiano e Fabio D'Innocenzo - Favolacce
  - Giorgio Diritti, Tania Pedroni e Fredo Valla - Volevo nascondermi
  - Paolo Licata e Catena Fiorello - Picciridda
- 2021[12]
  - Michael Zampino, Giampaolo Rugo e Heidrun Schleef - Governance - Il prezzo del potere